# Береке (Сайрамський район)
Береке́ (каз. Береке) — село у складі Сайрамського району Туркестанської області Казахстану. Входить до складу Карасуського сільського округу.
До 2000 року село називалось Покатиловка.
Населення — 67 осіб (2021; 65 у 2009, 61 у 1999, 88 у 1989).
26 березня 2015 року до села було приєднано територію площею 0,07 км².